# 洪世澤
洪世澤，字叔时，号艮堂，又号艮圃，南安人。清朝政治人物。

## 生平
翰林院庶吉士洪科捷长子。乾隆二年（1737年）参加补试博学鸿词科二等，俱赐进士出身，授翰林院庶吉士，后晋翰林院检讨，進入国史館。后随父一同归乡。之后再次召用，入直武英殿史馆，祖父母相继逝世后洪世泽辞职归乡，不再出仕。之后担任福州鳌峰书院山长、任教于厦门玉屏书院，南安丰州书院，撰有《斐亭诗文集》、《诗经订序》、《春秋订传》等。